# Airbus A321XLR
Dimensions
L'Airbus A321XLR est un avion de ligne monocouloir développé par Airbus, certifié par l'Agence Européenne de la Sécurité Aérienne (EASA) le 19 juillet 2024. L'A321XLR peut effectuer des vols transatlantiques non exploitables avec un avion à double couloir, avec une portée de 8 700 km et une vitesse de croisière de Mach 0,82. Il est propulsé par des moteurs LEAP-1A et Pratt & Whitney PW1100G. Le premier client, Iberia, a reçu l’appareil le 30 octobre 2024, avec lequel il effectue des liaisons directes vers Boston. Il se distingue par des économies de carburant de 30 % par rapport aux précédentes générations, le rendant attractif pour les compagnies aériennes sur les routes long-courriers peu fréquentées.

## Dénomination "XLR"
La qualification « eXtra Long Range » (souvent abrégé en XLR) signifie une version d'un avion avec une portée (une distance franchissable) plus longue que les modèles standards.

## Historique
À la suite du succès de l'Airbus A320, Airbus décide de créer une version allongée, l'Airbus A321, initialement prévue avec trois variantes nommées SA 1, SA 2 et SA 3, pouvant transporter de 130 à 180 passagers. En novembre 1989, le programme A321 est lancé, initialement comme A320-300.
Le 11 mars 1993, l'A321-100 effectue son vol inaugural, obtient sa certification en décembre 1993, et entre en service avec Lufthansa le 18 mars 1994. L'A321-100 souffre d'un manque d'autonomie, ce qui pousse Airbus à lancer l'A321-200 en 1995, version plus populaire et autonome, avec son premier vol en décembre 1996.
Après le succès de l'A321-200, Airbus présente l'A321neo le 1er décembre 2010 pour réduire la consommation de carburant. L'A321neo effectue son premier vol le 9 février 2016. Le 2 octobre 2018, l'A321LR, version à long rayon d'action, obtient sa certification.
Le 17 juin 2019, Airbus lance le projet A321XLR, doté d'une autonomie record permettant d'effectuer des vols transatlantiques avec jusqu'à 11 heures de vol non-stop tout en conservant sa capacité de passagers. Il reprend le même design que l'A321neo.
2020 : Présentation officielle de l'Airbus A321XLR, mettant en avant ses caractéristiques techniques, notamment un rayon d'action supérieur à celui de l'A321LR.
2021 : Début de la production de l'A321XLR par Airbus, accompagnée de tests sur divers systèmes et composants de l'avion.
2023 : Réalisation du premier vol d'essai de l'A321XLR, permettant d'évaluer ses performances en vol.
19 juillet 2024 : L'Agence Européenne de la Sécurité Aérienne (EASA) certifie l'Airbus A321XLR, une étape cruciale qui pave la voie à sa mise en service.
30 octobre 2024 : Première livraison de l'A321XLR à Iberia, qui a commandé huit appareils, avec des liaisons initiales prévues vers Boston. Cet événement marque le début de l'exploitation commerciale de l'avion.
1er novembre 2024 : Des articles de presse annoncent la certification de l'A321XLR par l'EASA et mettent en avant ses caractéristiques, soulignant son impact potentiel sur le marché aéronautique, notamment en matière d'efficacité énergétique et de création de nouvelles liaisons transatlantiques.

## Caractéristiques techniques
- Type d'Avion : A321XLR (dit) / A321-253NY (certification)
- Fabricant : Airbus
- Certification : Certifié par l'Agence Européenne de la Sécurité Aérienne (EASA) le 18 juillet 2024 pour l'appareil du moteur LEAP-1A et le 7 février 2025 pour le PW1100G.

### Dimensions
- Longueur : 44,51 mètres
- Envergure : 35,80 mètres
- Hauteur : 11,76 mètres
- Diamètre du fuselage : 3,70 mètres

### Performances
- Plage de vol : 8 700 kilomètres
- Vitesse de croisière : Mach 0,82
- Altitude maximale : 12 500 mètres

### Capacités
- Capacité passagers : 180 à 244, selon la configuration.
- Configuration standard : 2 classes avec environ 180 passagers.

### Masses
- Masse maximale au décollage (MTOW) : 101 000 kg
- Masse maximale à l'atterrissage (MLW) : 79 200 kg
- Masse maximale de l'avion à vide (OEW) : 78 000 kg

### Moteurs disponibles
- CFM International LEAP-1A (certifié le 18 juillet 2024)
- Pratt & Whitney PW1100G (certifié le 7 février 2025)

### Spécificités supplémentaires
- Rayon d'action accru : opérations sur routes transatlantiques sans avion à double couloir.
- Consommation de carburant : économies significatives par rapport aux générations précédentes, réduisant les coûts d'exploitation.

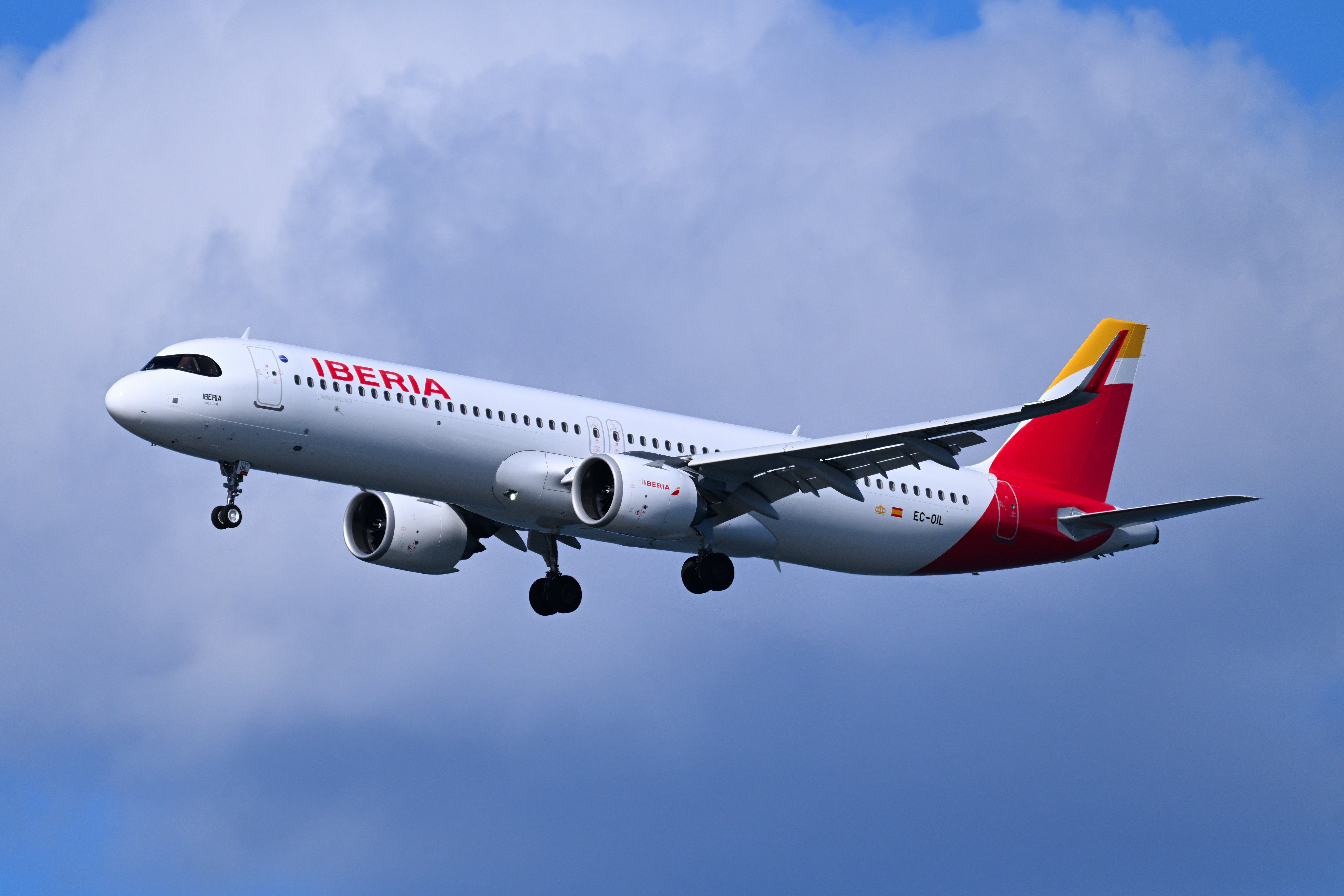
Premier appareil livré de l'A321XLR (EC-OIL, A321-253NY) à Boston (mars 2025).

### Utilisation
- Réseaux opérateurs : Destiné aux routes long-courriers de faible densité.
- Premier client : Iberia, avec des vols vers Boston.

### Innovations
- Cabine polyvalente : Configuration flexible pour répondre aux besoins.
- Technologie de pointe : Avancées technologiques pour la sécurité et le confort des passagers.

## Premières livraisons
L'Airbus A321XLR a été livré à Iberia, marquant un jalon pour la version "eXtra Long Range" de l'A320neo. Construit à Hambourg, il a été remis à Iberia le 30 octobre 2024. Ce modèle est le premier d'une série de huit appareils commandés en 2019. Certifié par l'EASA en juillet 2024, sa mise en service a été retardée. Cet avion transporte 182 passagers en bi-classe, propulsé par des moteurs CFM LEAP-1A. Avant les liaisons transatlantiques, il fera des vols régionaux.
Le second client est la compagnie low-cost Wizz Air, dont le premier exemplaire (sur 47) est réceptionné le 21 mai 2025 à Hambourg. Il s’agit du 1er A321XLR équipé de moteurs Pratt & Whitney.
Le modèle XLR atteint jusqu’à 4 700 milles nautiques (8 700 km), soit 15 % de plus que l'A321LR, tout en réduisant de 30 % la consommation de carburant par siège. Airbus a enregistré plus de 500 commandes, confirmant son attractivité dans le marché aérien long-courrier.
L’Airbus A321XLR est un monocouloir conçu pour de nouvelles liaisons, parcourant jusqu’à 4 700 milles nautiques, soit environ 11 heures de vol, pouvant relier par exemple New York et Rome, avec 180 à 220 sièges en bi-classe.
Son design est basé sur l’A321neo, avec plus de capacité de carburant et un poids maximal au décollage supérieur. Il combine l’économie d’un monocouloir avec le confort des cabines « Airspace » d’Airbus, offrant des sièges plus larges et des options inclinables en classe affaires.

## Impact opérationnel
L’Airbus A321XLR se distingue par son autonomie étendue, capable de parcourir jusqu'à 8 700 km sans escale, ce qui ouvre de nouvelles opportunités pour les compagnies aériennes. Grâce à cette portée, des liaisons directes vers les DOM-TOM pourraient être envisagées, facilitant les vols entre les villes françaises et ces territoires. Son réservoir de carburant supplémentaire de 12 900 litres contribue à cette capacité prolongée. En matière d’écologie, l’appareil promet une réduction de 30 % de la consommation de carburant par siège, bien que l'augmentation potentielle des vols soulève des préoccupations environnementales. Avec 550 appareils déjà vendus à 25 compagnies, l’A321XLR confirme son succès commercial et sa forte attractivité sur le marché. Enfin, cet avion offre des avantages considérables pour les aéroports de taille moyenne, permettant des liaisons directes vers des destinations telle celle de Boston dès 2024.

## Avantages techniques
L’Airbus A321XLR peut transporter jusqu'à 182 passagers en configuration bi-classe, et répond de ce fait aux besoins de 26 compagnies qui ont déjà commandé cet appareil. Son autonomie dépasse les 8 000 kilomètres, ce qui permettra des liaisons transatlantiques (comme Londres-Vancouver). Pour assurer cette portée, un réservoir supplémentaire est intégré dans la soute. Cet avion représente un véritable "game changer" pour l'industrie aéronautique, avec un impact significatif sur le marché. Il offrira des économies d’échelle appréciables, tant en matière de coût d'achat que de consommation de carburant, ce qui va représenter un attrait de plus pour les opérateurs.